# Агапов Максим Олегович
Максим Олегович Агапов (нар. 28 лютого 2000, Луганськ, Україна) — колишній український футболіст, правий захисник російського клубу «Звєзда» (Санкт-Петербург).

## Життєпис
У ДЮФЛУ та юнацькому чемпіонаті Харківської області виступав за «Зорю» (Луганськ), а також харківські клуби УФК-1 та КДЮСШ-13.
Дорослу футбольну кар'єру розпочав 2016 року в луганському «Далівці» в чемпіонаті так званої «ЛНР». Проте швидко повернувся до «Зорі», де виступав за юнацьку та молодіжну команду клубу. 6 грудня 2020 року вперше потрапив до заявки на матч української Прем'єр-ліги (проти «Дніпра-1»), але так і залишився на лаві запасних.
Наприкінці січня 2021 року відправився в оренду до «ВПК-Агро». За нову команду дебютував 4 березня 2021 року в нічийному (0:0) домашньому поєдинку 5-го туру Першої ліги України проти київської «Оболоні». Максим вийшов на поле в стартовому складі та відіграв увесь матч, а на 34-й хвилині отримав жовту картку. У сезоні 2020/21 років зіграв 13 матчів у Першій лізі України. У травні 2021 року клуб виявив бажання викупити контракт гравця в «Зорі», але сторони не змогли узгодити умови переходу.
Наприкінці червня 2021 року стало відомо, що Агапов близький до переходу в «Краматорськ», де зрештою й опинився. У футболці краматорчан дебютував 24 липня 2021 року в переможному (2:1) виїзному поєдинку 1-го туру Першої ліги України проти «Гірника-Спорту». Максим вийшов на поле на 75-й хвилині, замінивши Володимира Коробку.
У 2024 році поїхав до Росії, де 11 квітня став гравцем клубу «Звєзда» (Санкт-Петербург), який виступає в дивізіоні «Б» другої ліги.